# Poussée vectorielle

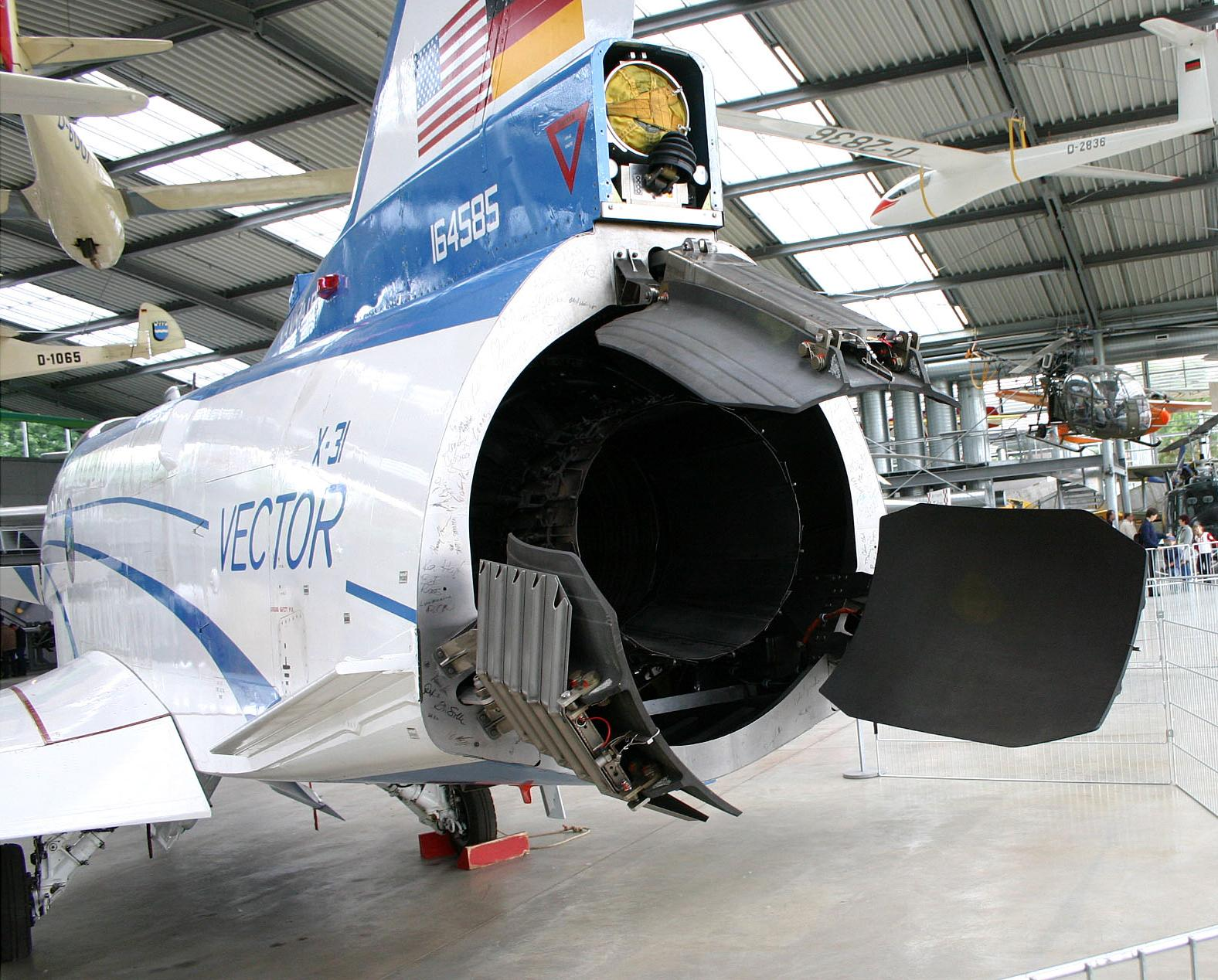
Réacteur de l'avion expérimental Rockwell-MBB X-31 capable de réaliser une poussée vectorielle tridimensionnelle.

En aéronautique, la poussée vectorielle consiste à orienter le jet d'un moteur à réaction, en utilisant par exemple une tuyère mobile, pour contrôler la trajectoire de l'engin.
Alors qu'un aileron a une efficacité qui dépend de la pression atmosphérique et de la vitesse (et engendre au surplus une trainée nuisible), la poussée vectorielle est efficace à toutes les vitesses, même nulle ou négative (marche arrière). Cela améliore considérablement la manœuvrabilité et l'agilité de la machine, ce qui est crucial pour un avion de chasse ou un missile. La poussée vectorielle peut également être utilisée pour les décollages et atterrissages verticaux, et elle fonctionne dans le vide de l'espace.
Cette technologie a été mise au point dans les années 1950. Le défi était de construire un système assez solide et puissant pour résister au jet de propulsion.

## Histoire
Dans les années 1950, la poussée vectorielle a été imaginée par Michel Wibault et mise en œuvre pour la première fois par l'avionneur britannique Bristol Aeroplane Company. Cette technologie a d'abord été utilisée afin de réaliser des décollages et atterrissages verticaux. 
Dans les années 1990, la poussée vectorielle est utilisée afin d'améliorer la manœuvrabilité des avions de combat. Ce dispositif permettait en effet de réaliser des virages à fort angle d'attaque et de voler à très basse vitesse.

## Principe

Schéma de principe d'une poussée vectorielle sur un missile.

Le principe de la poussée vectorielle est d'orienter le flux à la sortie du réacteur, en utilisant par exemple une tuyère orientable. Les premières tuyères ne pouvaient être pivotées que verticalement, agissant sur le tangage de l'avion uniquement. L'arrivée d'une seconde génération de tuyères orientables horizontalement a permis d'agir également sur le lacet. Une autre évolution sur les biréacteurs est la possibilité de mouvoir deux tuyères de manière asynchrone, c'est-à-dire indépendamment l'une de l'autre. Ceci permet le contrôle du roulis et améliore encore la manœuvrabilité et les trajectoires de l'avion.
Contrôlée par ordinateur, l'action sur la poussée vectorielle est incorporée aux commandes des gouvernes. Sur les avions de chasse comme le Su-37, les tuyères sont orientées grâce à des vérins hydrauliques disposés autour de celles-ci. En cas de panne du système hydraulique, un système pneumatique ramène et verrouille la tuyère en position neutre. Sur certains avions, comme le X-31, ce n'est pas la tuyère qui est mobile, mais des panneaux déflecteurs, actionnés par des vérins hydrauliques, qui guident le flux de poussée.
Emblématique des générations 4.5 et 5 (comme le Lockheed F-35 Lightning II), elle est également utilisée pour le dirigeable Zeppelin NT. La poussée vectorielle permet d'effectuer des manœuvres à très basses vitesses (sous les 100 km/h) comme à très grandes vitesses. Elle permet aussi de se déplacer dans des milieux où les ailerons et les gouvernes sont inutiles : l'espace.
Le défi des motoristes était de construire un système assez solide et puissant pour résister au jet de propulsion. Le système hydraulique était assez puissant pour garder une tuyère inclinée tandis que les matériaux résistants à la chaleur des gaz d'échappement existaient déjà. Sur les avions utilisant la poussée vectorielle afin d'accroître la maniabilité, la tuyère bascule d'environ 15 à 25°, à environ 30°/s.
La poussée vectorielle donne aux avions de chasse un avantage sur les ennemis qui ne possèdent pas cette technique : effectuer des virages très serrés pour se retrouver face à l'ennemi, leurrer les systèmes radars Doppler en volant à basse vitesse et même récupérer d'un décrochage. Elle procure également une marge de sécurité supplémentaire en compensant la destruction partielle d'une ou plusieurs surfaces de contrôle au cours d'un combat aérien.
Selon Eurojet, la poussée vectorielle permettrait de réduire les coûts d'exploitation d'un avion de chasse, d'augmenter la durée de vie des réacteurs et de diminuer la consommation de carburant (3 à 5 % sur son moteur EJ200 en mission type).

## Aéronefs

### VTOL ouADAV

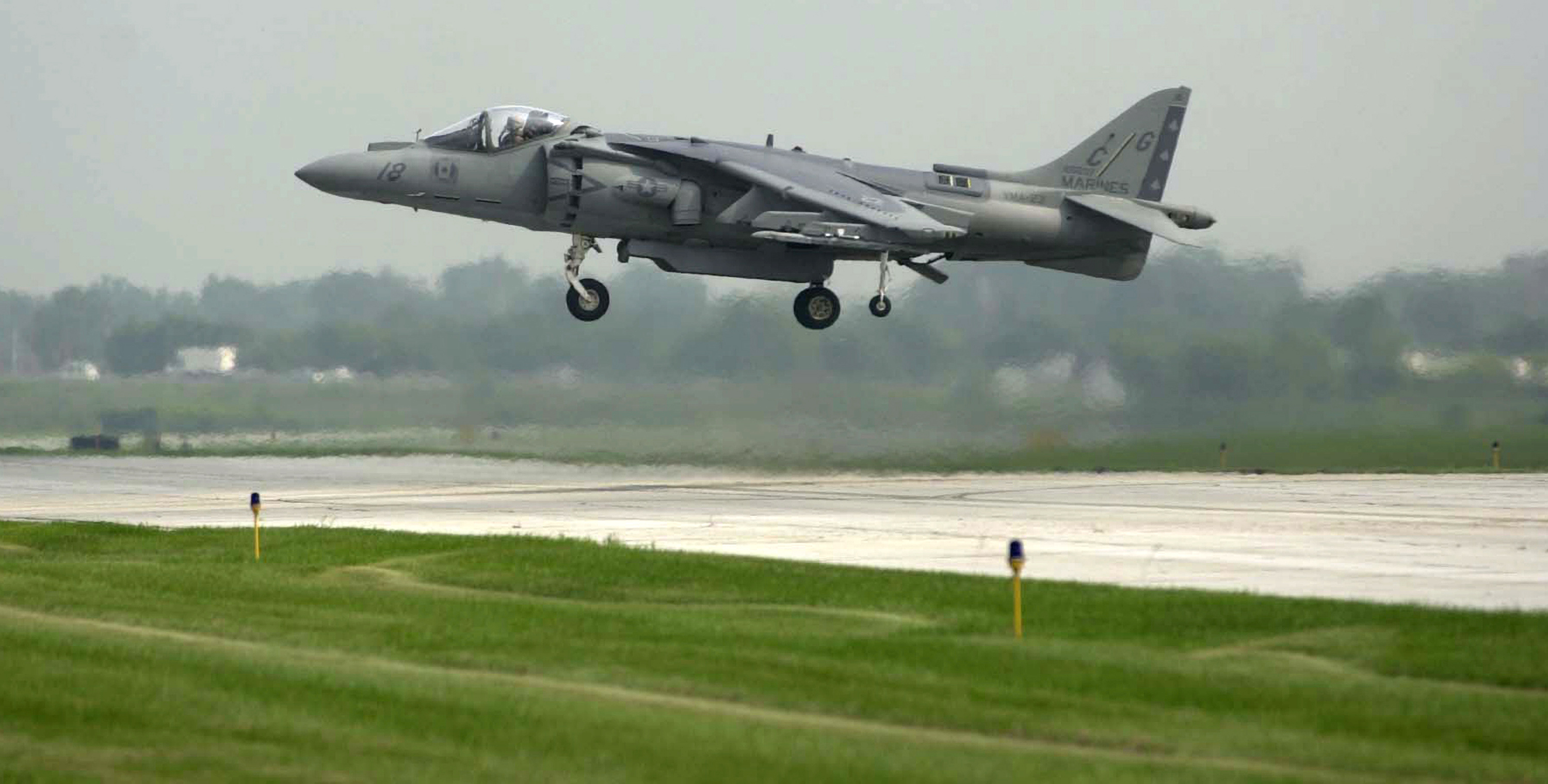
Le Harrier Jump Jet peut décoller et atterrir verticalement.

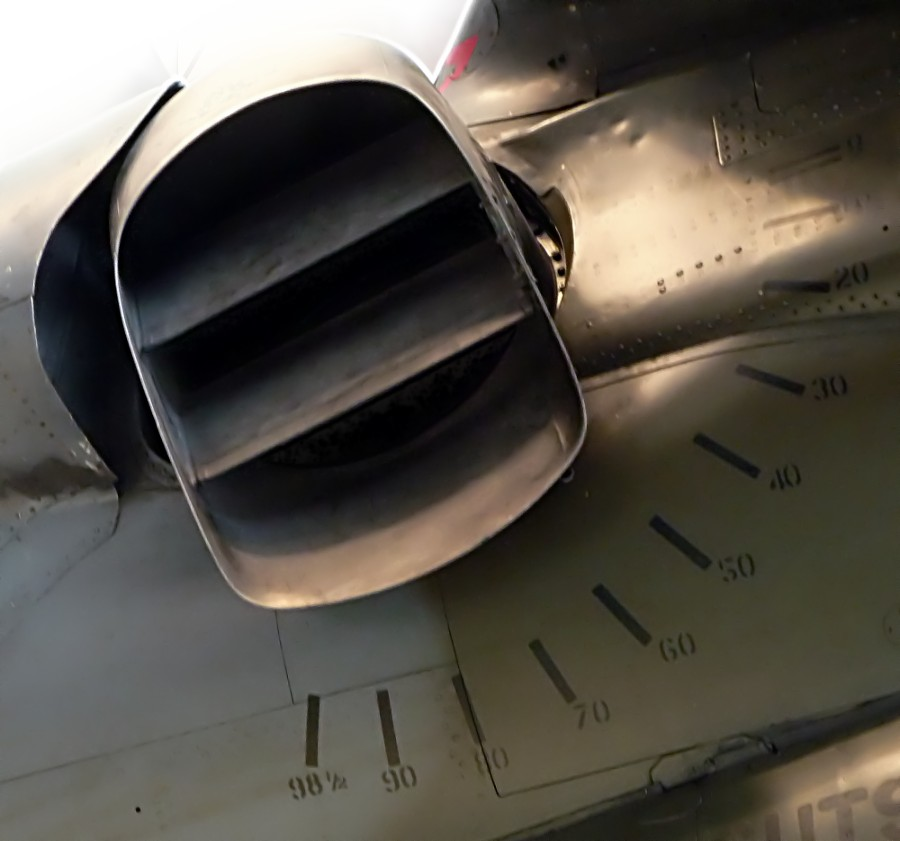
Tuyère orientable d'un Hawker Jump Jet

Les aéronefs suivants utilisent la poussée vectorielle pour les décollages et atterrissages verticaux.
- Hawker Siddeley P.1127
- Hawker Siddeley Harrier
- British Aerospace Sea Harrier
- Boeing/BAE Systems AV-8B Harrier II
- Boeing V-22 Osprey (Turbopropulseur)
- Boeing X-32
- Breguet_941
- Lockheed Martin F-35 Lightning II (variante B seulement)
- Moller Skycar
- Dornier Do 31
- Armstrong Whitworth AW.681
- Yakovlev Yak-38
- Yakovlev Yak-141

### Augmentation de l'agilité

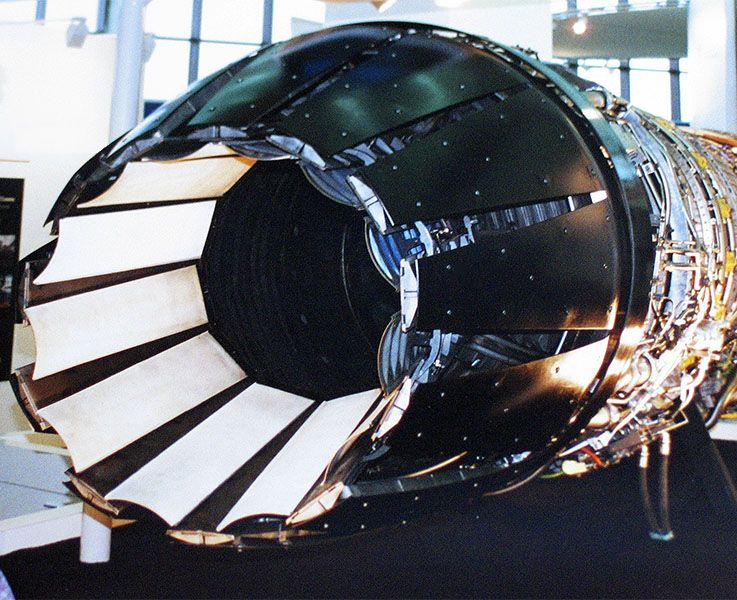
Illustration d'une tuyère à poussée vectorielle.

Les aéronefs suivants utilisent la poussée vectorielle afin d'accroître leur agilité.

#### Bidimensionnel
- Soukhoï Su-30 MKI
- Soukhoï Su-30 MKM
- Soukhoï Su-37
- Soukhoï Su-47
- Boeing X-32
- McDonnell Douglas X-36
- Lockheed Martin F-22 Raptor
- McDonnell Douglas F-15 S/MTD
- JF-17 (ajout ultérieur)
- Lockheed F-16 MATV

#### Tridimensionnel
- Mikoyan-Gourevitch MiG-29 OVT
- Mikoyan-Gourevitch MiG-35
- Soukhoï Su-35
- Mikoyan MiG 1.44
- Rockwell-MBB X-31 (retiré du service)
- Lockheed Martin X-44 MANTA
- McDonnell Douglas F-15 ACTIVE
- McDonnell Douglas F-15 IFCS
- McDonnell Douglas F-18 HARV
- Soukhoï Su-57

### Autre
- Zeppelin NT Aérostat à poussée vectorielle moderne